# Beluga (restaurant)
Beluga was een restaurant in de Nederlandse stad Maastricht, dat van 1997 tot 2019 eigendom was van chef-kok Hans van Wolde. Vanaf 2014 wordt het restaurant aangeduid als Beluga Loves You. Eind 2018 verkocht Van Wolde het restaurant aan zijn voormalige sous-chef Servais Tielman.

## Geschiedenis

### Tijdperk Van Wolde

#### 1997-2004
Beluga opende in 1997 de deuren in een historisch pand aan de Havenstraat in het Stokstraatkwartier, vlak bij de Onze-Lieve-Vrouwebasiliek. Nog in hetzelfde jaar ontving het restaurant zijn eerste Michelinster. In 2001 volgde de verhuizing naar de begane grond van een luxe-appartementengebouw van architect Jo Coenen tussen het Plein 1992 en de Stenenwal in de wijk Céramique. Vanuit het restaurant heeft men uitzicht op de Maas en de historische binnenstad van Maastricht. In de zomer is er een terras. 

#### 2005-2018
In 2005 ontving het restaurant de tweede Michelinster. In november 2007 riep het tijdschrift Lekker Beluga uit tot beste restaurant van Nederland. Twee jaar later startte Van Wolde, samen met zijn sous-chef Servais Tielman Beluga Nxt Door in de Koestraat. In 2016 maakte Van Wolde bekend dat hij een boerderij had gekocht in het Zuid-Limburgse dorp Reijmerstok. Het plan was om deze te verbouwen om er in 2020 een bio-boerderij met een B&B en een restaurant te beginnen. Met het geplande restaurant Brut172 wilde hij nog eenmaal een poging wagen om een derde Michelinster binnen te halen.
In 2018 werd bekend dat Hans van Wolde, na 22 jaar, Beluga zou overdragen aan Servais Tielman, om zich volledig te focussen op zijn nieuwe project in Reijmerstok. Tielman stond lange tijd als sous-chef naast Van Wolde in de keuken van Beluga en later aan het roer van zijn Heerlense eensterrenrestaurant Cucina del Mondo. 

### Tijdperk Tielman

#### 2019-heden
In de zomer van 2019 droeg Van Wolde de sleutel van Beluga Loves You officieel over aan de nieuwe chef. Met de komst van een nieuwe eigenaar en chef-kok vervielen automatisch de twee Michelinsterren die het restaurant op dat moment had. Twee maanden na de overname zette het tijdschrift Lekker het nieuwe restaurant op plaats 36 van de top 500 van beste restaurants in Nederland, de hoogste binnenkomer van dat jaar. In januari 2020 ontving het restaurant opnieuw een eerste Michelinster.
In december 2019 stapte Tielman naar de rechter, omdat hij vond dat Van Wolde bij de verkoop van het restaurant bepaalde gebreken verzwegen had. Ook eiste hij dat Van Wolde zijn pop-up restaurant De Brute Tafel, op luttele kilometers afstand in een voormalig ENCI-fabrieksgebouw gevestigd, zou sluiten. Die laatste eis werd door de rechter ingewilligd. In mei 2020 werd bekend dat de twee topkoks een schikking hadden getroffen.
Tijdens de overstromingen van juli 2021 kwam de benedenverdieping en de patio van het restaurant onder water te staan. De schade aan onder meer technische installaties was aanzienlijk, waardoor het restaurant enkele weken dicht moest blijven.